# Klášter milosrdných bratří (Brno)
Klášter milosrdných bratří v Brně je klášter Hospitálského řádu sv. Jana z Boha s kostelem svatého Leopolda. V těsné blízkosti konventu se nachází Nemocnice Milosrdných bratří.
Budova kláštera i s kostelem je chráněna jako kulturní památka České republiky.

## Historie
Do Brna přišli milosrdní bratři v roce 1747, klášter s nemocnicí byl založen téhož roku z iniciativy Jana Leopolda z Ditrichštejna a s jeho finančním přispěním. Nejprve byla vybudována menší nemocnice a další objekty konventu. Teprve později se přistoupilo ke stavbě kostela. Nemocnice se postupně stále rozšiřovala a ve třicátých letech 20. století byla postavena nová budova nemocnice. Po roce 1989 vrátil stát zabavené budovy nemocnice i konventu zpět řádu milosrdných bratří. Řád nemocnici pronajal za symbolickou cenu městu Brnu. V letech 1997–2004 byl konvent i kostel sv. Leopolda kompletně opraven.

## Duchovní a řeholnice
Příslušníci řádu vykonávali v kostele do roku 2014 duchovní správu v rámci farnosti Brno-Staré Brno v děkanství brněnském brněnské diecéze.
Duchovním správcem (rektorem) byl P. Vojtěch Václav Málek, OH († 2016).

## Bohoslužby
| Kostel       | Místo | Bohoslužba (den                                  | Hodina                     | Poznámka         |
| ------------ | ----- | ------------------------------------------------ | -------------------------- | ---------------- |
| sv. Leopolda | Brno  | neděle pondělí úterý středa čtvrtek pátek sobota | 8.00 18.00 7.00 18.00 8.00 | klášterní kostel |